# Matt Tong

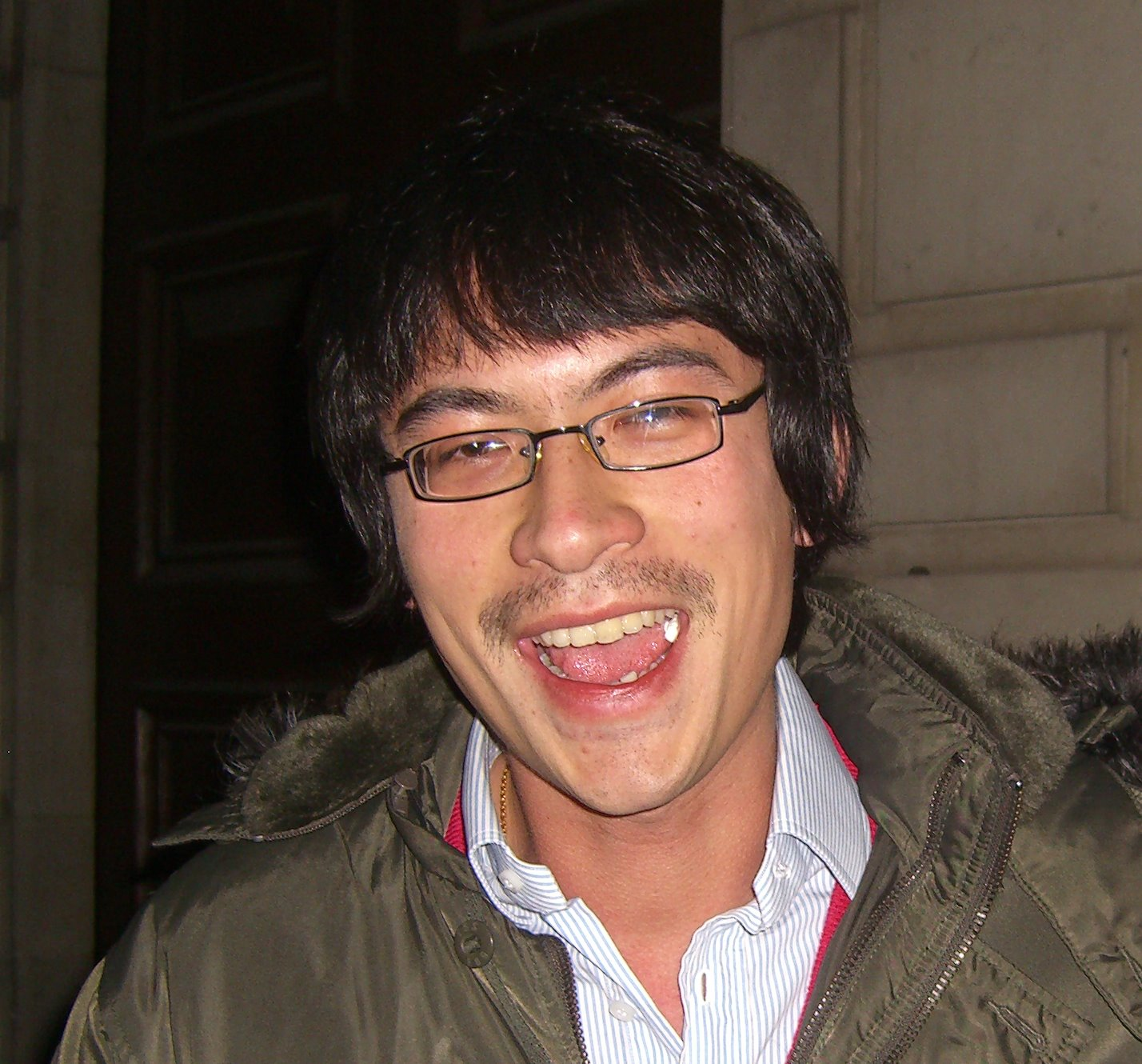
Matt Tong

Matt Tong, född 29 april 1979, är en brittisk musiker, känd som trummis i det engelska indierockbandet Bloc Party. Han sjunger även på många av bandets låtar tillsammans med basisten Gordon Moakes och sångaren/gitarristen Kele Okereke. Tong har lärt sig spela många instrument i en tidig ålder, förutom trummor bland annat piano och gitarr. 
Tong är av kinesisk och engelsk härkomst.